# IC 5160
IC 5160 ist eine Linsenförmige Galaxie vom Hubble-Typ SB0 im Sternbild Pegasus am Nordsternhimmel. Sie ist schätzungsweise 403 Millionen Lichtjahre von der Milchstraße entfernt und hat einen Durchmesser von etwa 130.000 Lichtjahren.
Im selben Himmelsareal befindet sich u. a. die Galaxie NGC 7190.
Das Objekt wurde am 15. Oktober 1903 von Stéphane Javelle entdeckt.